# Else Raydt

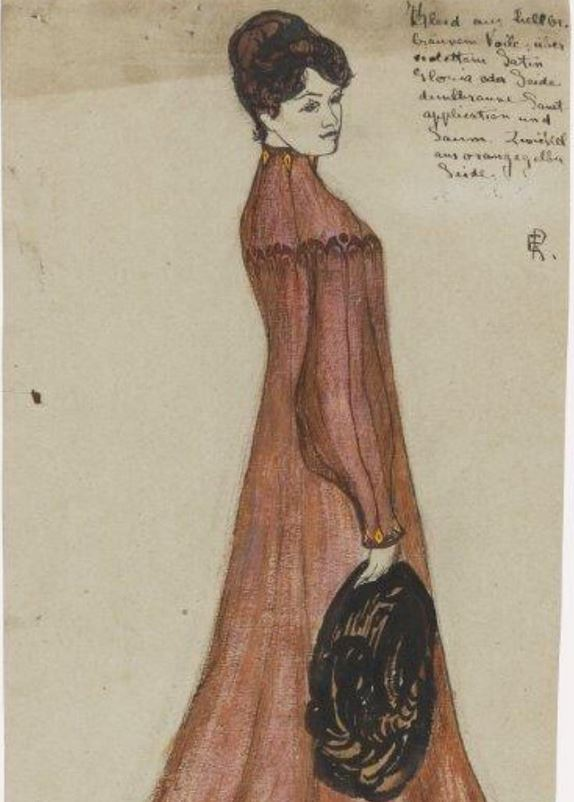
Kleid aus braunem Voile über Satin oder Seide mit dunkelbrauner Samtapplikation und Saum, Zwickel aus orangegelber Seide, ohne Jahr

Else Raydt (* 22. November 1883 in Hannover; † 24. Januar 1931 in Magdeburg) war eine deutsche Malerin, Grafikerin und Kunstgewerblerin. Bekanntheit erlangte sie durch Kleiderentwürfe und Kinderbuch-Illustrationen. Sie leitete die Modeklasse an der Kunstgewerbe- und Handwerkerschule Magdeburg und war dort von 1921 bis zu ihrem frühen Tod Professorin.

## Leben

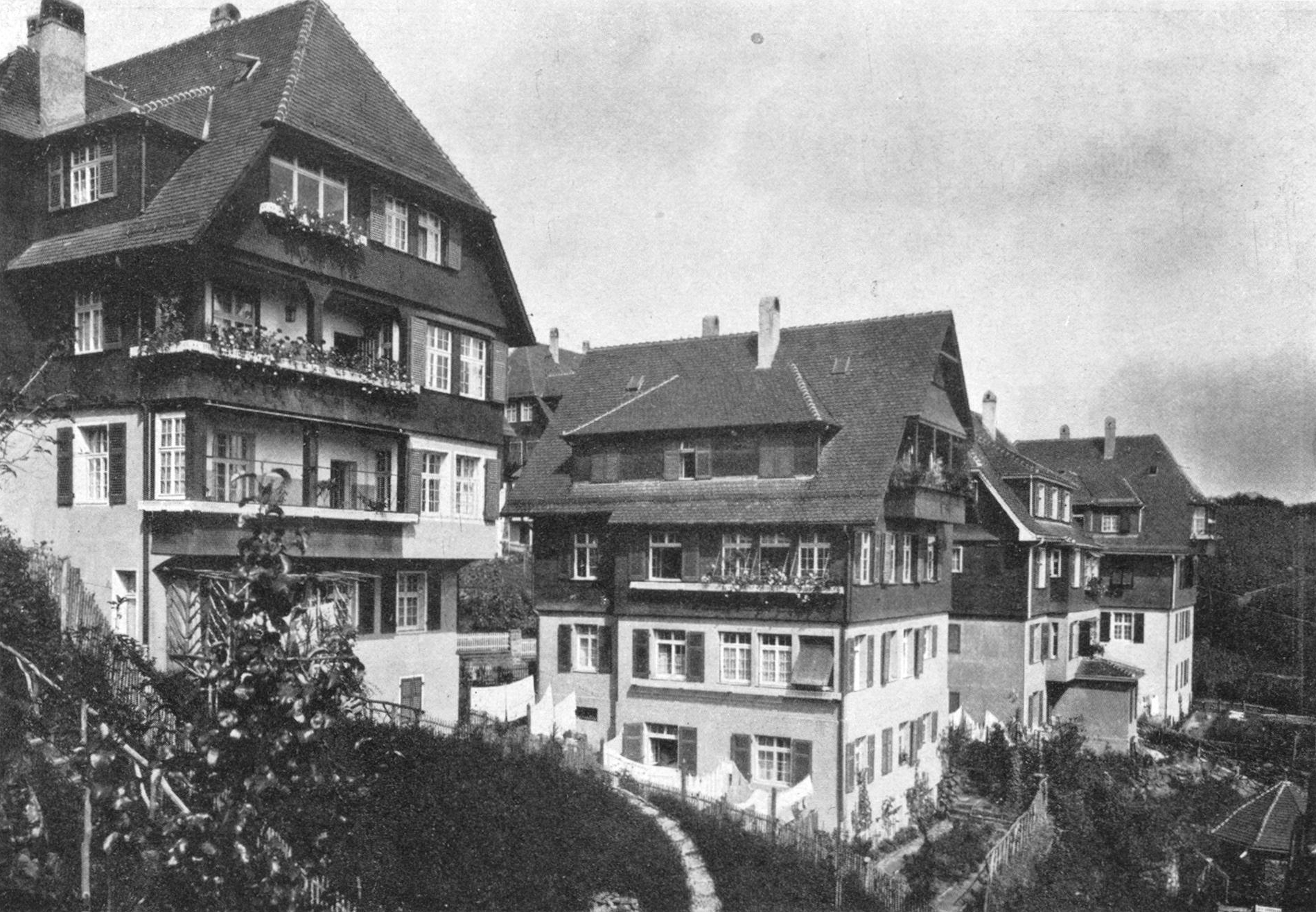
Birkendörfle Stuttgart, links Nr. 14, Mitte Nr. 16, rechts Nr. 18 und 20

Else (auch Elsa oder Elise) Raydt (auch Reidt) war die Tochter von Marie Helena Gesa Raydt geb. Gruner (* ca. 1850 in Pyrmont; † 12. Juni 1921 in Magdeburg) und dem Chemiker, Gymnasiallehrer, Erfinder und Unternehmer Wilhelm Carl Raydt. Ihr älterer Bruder war der Ingenieur Alfred Johann Hermann Raydt (* 12. Februar 1872 in Hannover; † 20. März 1943 in Eltville). 1894 zog die Familie Raydt nach Stuttgart. Durch die Heirat ihres Bruders mit Helene Leonore Brüxner 1899 zählten auch der Kunsthistoriker Heinrich Brockhaus und weitere Mitglieder der Leipziger Verleger-Familie Brockhaus zu ihrer weitläufigen Verwandtschaft.
Else Raydt wurde zuerst als Malerin ausgebildet. Sie studierte vom Wintersemester 1899/1900 bis Sommersemester 1900 als außerordentliche Studierende an der Königlich Württembergischen Kunstschule, später an der Schule des Vereins der Berliner Künstlerinnen sowie bei Johann Vincenz Cissarz in Stuttgart.
1913 war „Else Raydt, Kunstmalerin“ laut Adressbuch im ersten Stock des Hauses Birkenstraße 16 in Stuttgart gemeldet. Sie bewohnte damit eines der ab 1907 errichteten Häuser im Birkendörfle. 1915 zog Raydt gemeinsam mit ihrer verwitweten Mutter nach Magdeburg, wo sie bis zu ihrem Tod an der Adresse Benediktinerstraße 2 im Stadtteil Buckau gemeldet war. Else Raydt starb am 24. Januar 1931 im Alter von 47 Jahren in Magdeburg.

## Werk

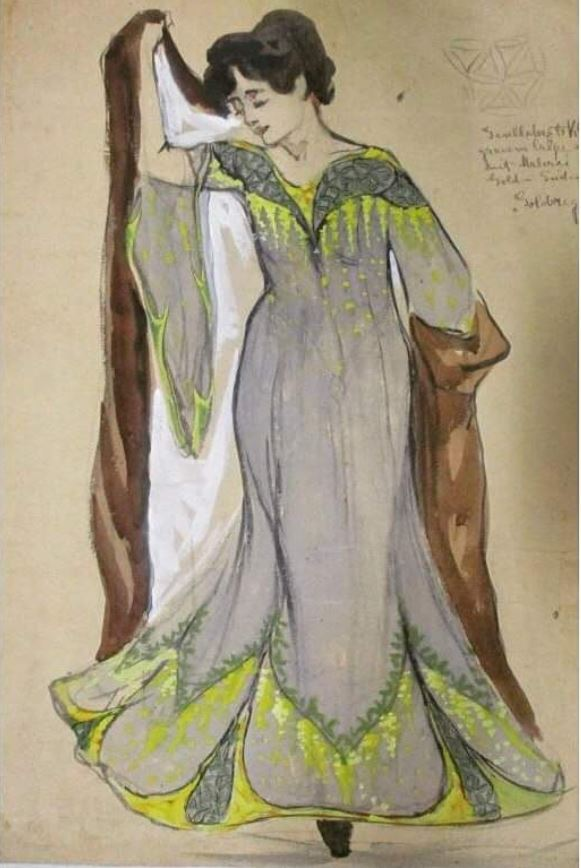
Kleid, Else Raydt, ohne Jahr

### Selbständigkeit in Stuttgart
In den Stuttgarter Mitteilungen über Kunst und Gewerbe 1905/1906 werden ausführlich Kleiderentwürfe von verschiedenen Künstlerinnen besprochen. Viele der Modelle mit Abbildungen stammen von Else Raydt. Sie konzipierte in dieser Zeit Künstlerkleider, die ohne einschnürendes Korsett getragen wurden und betrieb vor 1915 eine Werkstatt für Frauenkleidung. Ab 1910 referierte Else Raydt, wie auch die Kolleginnen Emmy Schoch, Maria Thierbach und Hedwig Buschmann, auf Vortragsveranstaltungen zur Reformmode. Die Vorträge legten einen Schwerpunkt auf den ästhetischen Kleiderentwurf sowie die Schnitt- und Fertigungstechniken. Sie wurden oft mit der Präsentation von Kleidermodellen kombiniert. Die Kunstmuseen Krefeld verfügen über eine größere Anzahl von Entwurfszeichnungen der Künstlerin und zeigten eine Auswahl anlässlich der Ausstellung Auf Freiheit zugeschnitten im Kaiser-Wilhelm-Museum 2018/19.

### Leiterin der Modeklasse in Magdeburg und Professur
In Deutschland bemühten sich während des Ersten Weltkriegs Wirtschaft und Verbände, u. a. der Deutsche Werkbund, um die Entwicklung einer national eigenständigen Mode. Rohstoffe waren knapp und modische Impulse der Kriegsgegner Frankreich und England unerwünscht. Staatlich gefördert öffnete deshalb 1915 in der Kunstgewerbe- und Handwerkerschule Magdeburg unter dem damaligen Direktor Rudolf Bosselt (1871–1938) die deutschlandweit erste Modeklasse an einer Kunstschule. Ziel war, durch die Einwicklung qualitätvoller deutscher Modelinien auf das Ausland auszustrahlen und den Markt in Deutschland und Europa zu erobern.

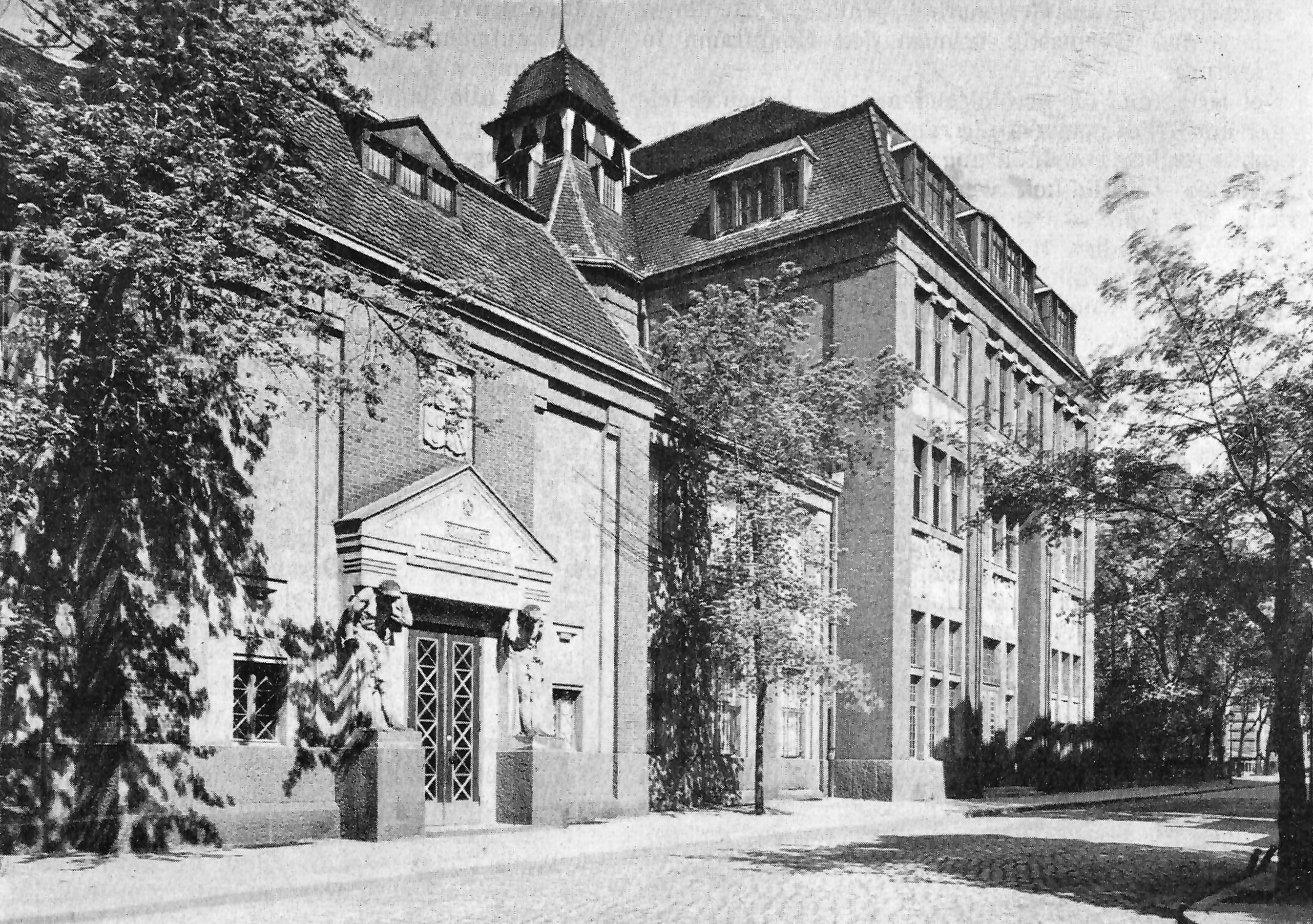
Die Magdeburger Kunstgewerbe- und Handwerkerschule (1920er Jahre)

Bosselt wünschte sich bei der Stellenbesetzung Lehrkräfte, „die eine besondere Gabe für die Kleidung besitzen, für das gut und vorteilhaft Angezogensein, die die Witterung haben für die Zeit, für das, was kommt, kommen kann“. Als Leiterin der Modewerkstätten wurde 1915 Else Raydt berufen. Sie leitete die Fachklasse für Frauenkleidung zunächst unter der künstlerischen Oberleitung von Kurt Tuch. Auf dem Lehrplan standen allgemeine Gestaltungsprinzipien, das Entwerfen von Kleidern, Anatomie, Aktzeichnen sowie praktischer Unterricht in der Werkstatt. Die erste Modenschau mit eigenen Kleiderentwürfen der Modeklasse fand 1916 in Magdeburg und Berlin statt. Die Präsentation bettete die Kleiderschau in einen Rahmen aus Musik und literarischen Darbietungen ein und wurde in zeitgenössischen Fachzeitschriften breit erörtert.
1917 beteiligte man sich an der Werkbundausstellung in Bern. Die dortige Modenschau wurde in einem Stummfilm dokumentiert. Im gleichen Jahr äußerte Raydt zu den Zielen ihrer Arbeit: „Bis Friedensschluß müssen wir eine von der Frankreichs abweichende Mode haben, und unsere großen Konfektionshäuser und Konfektionsfabriken werden mit dieser neuen deutschen Mode die Welt überschwemmen.“ Sie beklagte den Verdienstunterschied zwischen der gut bezahlten Branche in Paris und den schlechten Verhältnissen in Berlin, wo „ein Heer jämmerlich bezahlter Heimarbeiterinnen für den Siegeszug der französischen Mode“ schufte.
Die Modeklasse hatte einen von der Kunstgewerbe- und Handwerkerschule getrennten Haushalt. Else Raydt kooperierte als Leiterin der Modeklasse ab 1915/1916 mit dem „Seidenhaus Bischof“ in Magdeburg und dem „Hohenzollern Kunstgewerbehaus“ in Berlin. Die Zusammenarbeit ging in den 1920er Jahren so weit, dass das Konfektionshaus Bischof die Materialien lieferte, den Vertrieb der Modelle übernahm und Hilfskräfte in den schulischen Werkstätten finanzierte. 1921 wurden die Kleider der Modeklasse in 40 deutschen Städten gezeigt. 1921 beförderte man Else Raydt zur Professorin an der Kunstgewerbe- und Handwerkerschule Magdeburg.

### Illustratorin in Stuttgart und Magdeburg
Parallel zur Tätigkeit als Entwerferin für künstlerische Kleidung und Mode illustrierte Else Raydt populäre Kinderbücher. Auf der Weltausstellung für Buchgewerbe und Graphik Bugra 1914 in Leipzig präsentierte Else Raydt eine farbige Lithografie zum Märchen „Schneewittchen“ sowie eine farbige Zeichnung zu „Nußknacker und Mausekönig“ von E. Th. A. Hoffmann.

## Kleiderentwürfe (Auswahl)
- Schwarzes Samtkleid und weißes Leinenkleid[16]
- Dunkles Voile-Kleid mit grünem Unterkleid[17]
- Dunkles Velvetkleid mit Pelzbesatz[18]
- Rückansicht eines dunklen Samtkleides mit Einsatz und Achselklappen aus bräunlicher Seide[19]
- Hauskleid aus rötlich violettem Cachemire. Unterkleid aus blau und goldschimmernder Seide[20]

Kleider 1905
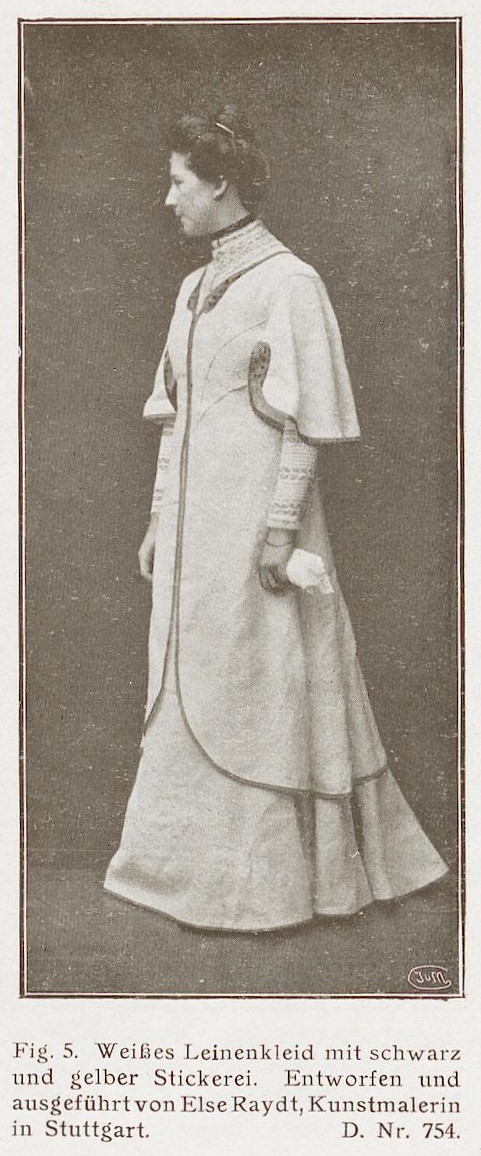
Weißes Leinen-kleid
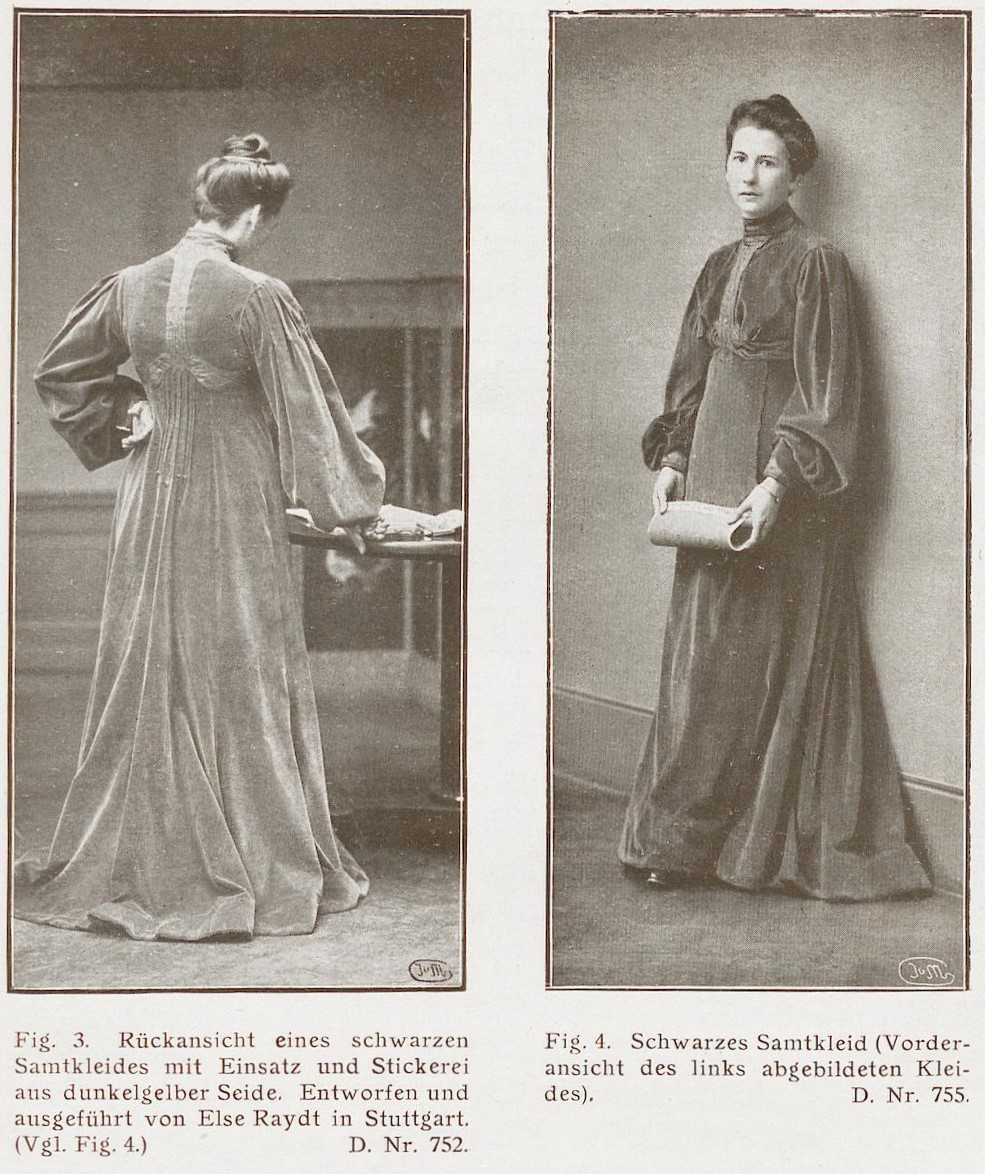
Schwarzes Samtkleid
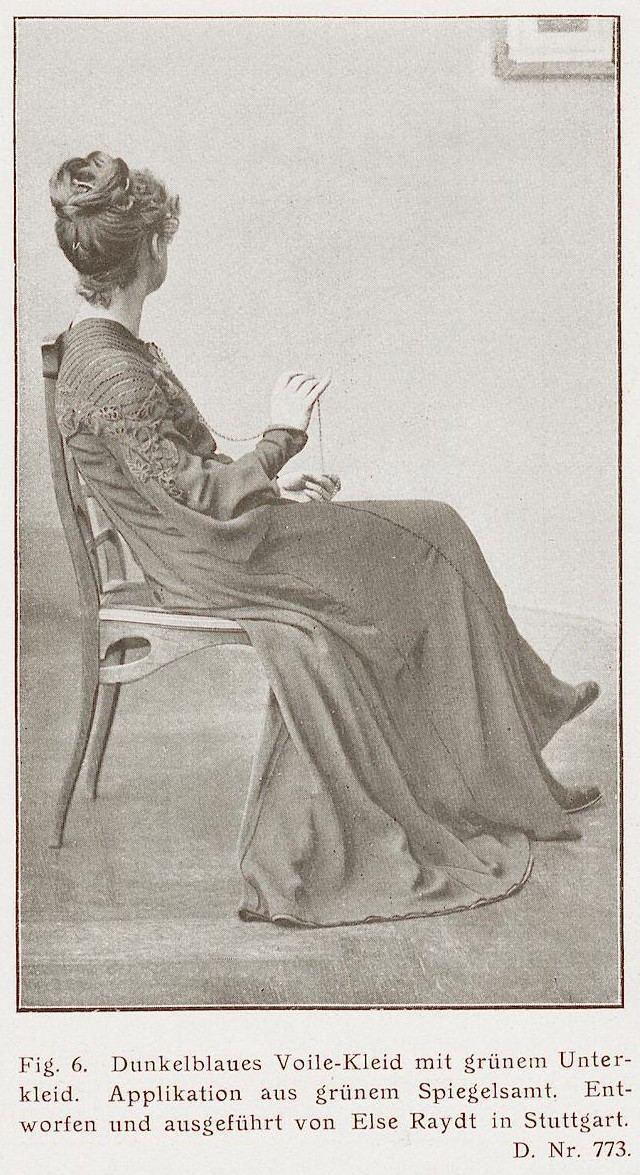
Voile-kleid mit Unterkleid
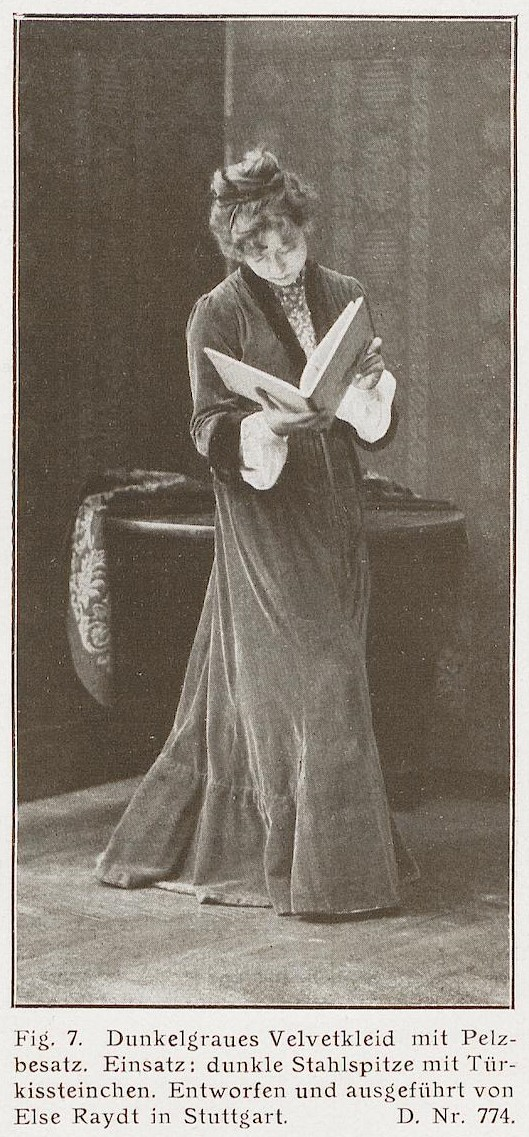
Velvet-kleid mit Pelz
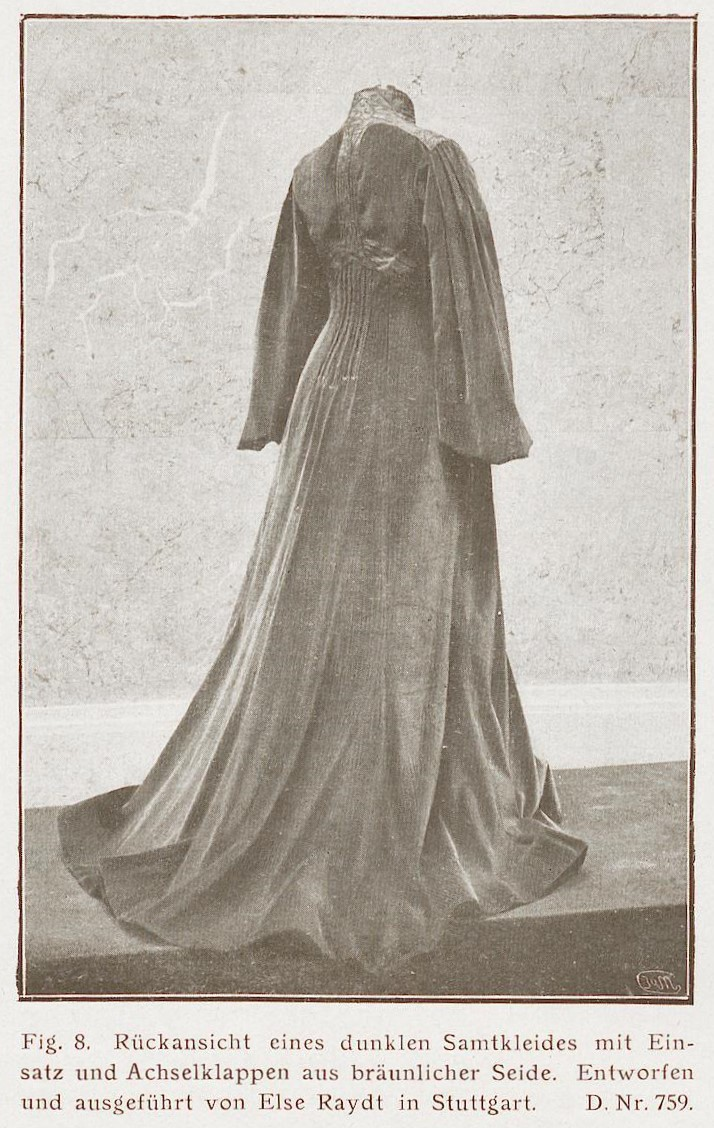
Samtkleid Rück-ansicht
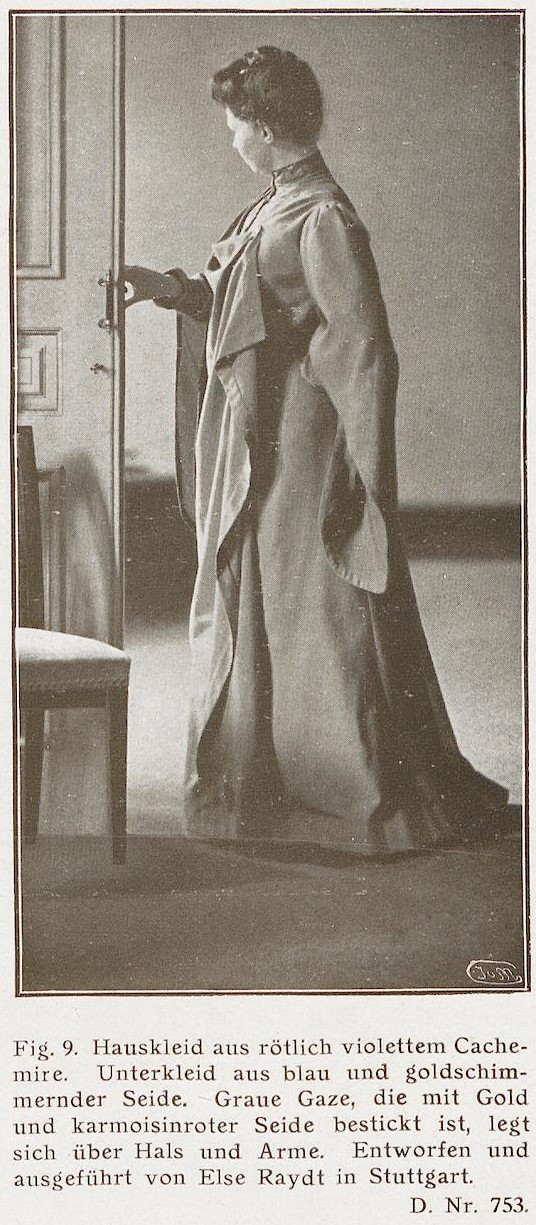
Haus-kleid mit Unter-kleid

## Buchillustrationen (Auswahl)

Das Kinderbuch Bittegrün von Jakob Loewenberg (1913) mit Illustrationen von Else Raydt

- Berthold Auerbach: Barfüßele. Eine Schwarzwälder Dorfgeschichte. Mit 4 Farbtafafeln und 17 SW-Illustrationen von Else Raydt. Westermann Verlag, Braunschweig 1916 und 1919.
- Li Maria Heckel: Hansi’s Vorfrühling. Eine Erzählung für junge Mädchen. Mit 4 farbigen Einschaltbildern und 15 Textzeichnungen von Else Raydt. Westermann Verlag, Braunschweig 1920.
- E.T.A. Hoffmann: Romantische Märchen. Ausgewählt u. bearb. v. Friedrich Düsel; mit 4 farbigen Tafeln und 18 Textillustrationen von Else Raydt, Deckelillustration von Hugo Krayn. Westermann Verlag, Braunschweig 1911, 1920.
- E.T.A. Hoffmann: Kindermärchen Nussknacker und Mausekönig. Mit Illustrationen von Else Raydt. Ausgabe von 1911. (Andere Nussknacker-Illustrationen sind die Zeichnungen oder farbigen Illustrationen von Carl Geissler (1840), Theodor Hosemann (1844), Maximilian Liebenwein (1909), Otto Bauriedl (1909), Emil Rudolf Weiß (1910), Carl Micklait (1909), Hans Volkert (1919), Artuš Scheiner (1924), Hanns von Krannhals (1948) und Jan Marcin Szancers (1959).)
- Richard Klement: Kinderlieder. Mit 7 farbigen Tafeln und zahlreichen Textillustrationen von Else Raydt. Verlag Attenkofer, Straubing 1916.
- Theodor Krausbauer: Auch ein Heimatbuch. Mit Bildern von Else Raydt. Verlag von Julius Klinkhardt, Leipzig 1913.[21]
- Jakob Loewenberg: Bittegrün. Ein Kinderbuch. Mit Illustrationen von Else Raydt. Verlag Julius Klinkhardt, Leipzig 1913.
- Heinrich Moser (Hrsg.): Frühlicht. Band 8: Unterwegs. (gesamt 9 Bände mit farb Illustr. von Else Raydt, F. Müller-Münster, Paul Kammüller, Burkhard Mangold, Rudolf Münger, Hans Witzig, Theodor Barth, Eduard Stiefel, Gertrud Pfeiffer-Kohrt). Mit teils ganzseitigen und farbigen Illustrationen von Else Raydt. Verein für Verbreitung guter Schriften, Verlag Ensslin & Laiblin, Zürich / Reutlingen, 1921.
- Josephine Siebe: Meister Schnupphase und seine Freunde. Eine fröhliche Kindergeschichte. Mit 4 farbigen Tafeln und zahlreichen Textbildern von Else Raydt. Verlag Levy & Müller, Stuttgart, 1915, 1925 und 1930.
- Richard von Volkmann-Leander: Goldtöchterchen und andere Märchen. Mit Bildern von E. Raydt und Ernst Liebermann. Lehrervereinigung für Kunstpflege, e. V. Berlin (Hrsg.)  Enßlin & Laiblin Verlag, Reutlingen, 1921, 1927, 1931.

## Ausstellungen (Auswahl)
- 1905: Ausstellung für gesundheitliche und künstlerische Kleidung im königlichen Landesgewerbemuseum, Stuttgart.
- 1906: Ausstellung der Bilder Erfüllung, Über die Heide, Spätsommer, Blühende Heide und Gärtchen im Württembergischen Kunstverein Stuttgart[22]
- 1907: Erste Ausstellung der Vereinigung nordwestdeutscher Künstler in Bremen[23]
- 1907: Ausstellung von Kleidern in der Kölner Flora[24]
- 1907: Ausstellung von Künstlerkleidern im Atelier Raydt[25]
- 1914: Weltausstellung für Buchgewerbe und Graphik, Die Frau im Buchgewerbe und in der Graphik[26]
- 1915: Graphische Wanderausstellung der Vereinigung nordwestdeutscher Künstler, Raydt präsentiert Märchenbilder u. a. in Bonn[27]
- 1916: Magdeburger Modeabend auf der Frankfurter Modemesse und in Berlin, Schau der ersten Modeklasse der Magdeburger Kunstgewerbeschule[28]
- 1919: Ausstellung von Federzeichnungen und farbigen Bildern im Deutschen Kulturmuseum, Magdeburg[29]

## Mitgliedschaften
- Vereinigung nordwestdeutscher Künstler[30]

## Auszeichnungen
- Weltausstellung für Buchgewerbe und Graphik Leipzig 1914, Sonderausstellung Die Frau im Buchgewerbe und in der Graphik: Bronzener Preis in der Abteilung Buchillustration[31]